# Velifer hypselopterus
Velifer hypselopterus is een straalvinnige vissensoort uit de familie van zeildragers (Veliferidae). De wetenschappelijke naam van de soort is voor het eerst geldig gepubliceerd in 1879 door Bleeker.